# Marianne Michel
Marianne Michel, née à Uccle le 8 janvier 1967, est une mathématicienne et égyptologue belge, connue pour ses travaux sur les mathématiques dans l'Égypte antique.

## Formation
Elle est docteur en égyptologie (2013, Université catholique de Louvain) et titulaire d’un master (120 ECTS) en langues et littératures anciennes et orientales (spécialisation Égypte et Proche-Orient antiques) (2010, Université catholique de Louvain). Elle est également titulaire d’une licence (120 ECTS) en sciences mathématiques et agrégée de l’enseignement secondaire supérieur (1989, Université catholique de Louvain).
Elle a été chargée de cours en faculté des sciences (2018-2019) et en faculté de philosophie, arts et lettres (2019-2020) à l'Université catholique de Louvain.

## Contributions
La première édition de sa thèse, Les mathématiques de l'Égypte ancienne. Numération, métrologie, arithmétique, géométrie et autres problèmes, a été publiée aux éditions Safran (Bruxelles) en 2014 et la deuxième édition en 2023.
En 2015, elle a participé à l'élaboration d'un Mooc LouvainX: Oriental Beliefs: Between Reason and Traditions dans le cadre d'une collaboration entre l'UCLouvain et la plateforme EdX :
- Egyptian Gods and Cult Centres and the Cosmogony of Heliopolis - Part 1[4]
- Egyptian Gods and Cult Centres and the Cosmogony of Heliopolis - Part 2[5]
- Concepts of the Afterlife in Ancient Egypt - Part 1[6]
- Concepts of the Afterlife in Ancient Egypt - Part 2[7]

En 2022, elle a participé au documentaire Pyramide, le grand virage, réalisé par Cyril Barbas (Kass Prod).
Ses recherches portent sur les mathématiques dans l'Égypte antique des textes hiératiques du Moyen Empire (ou assimilés) jusqu'aux textes démotiques et grecs de la période ptolémaïque, sur différentes techniques de l'Égypte ancienne (construction, statuaire, apiculture), sur les campagnes de Thoutmôsis III et sur les ouchebtis.

## Affiliations ou responsabilités dans des associations ou groupes scientifiques
- Depuis 2003, elle est membre effectif et webmestre de l’association égyptologique néo-louvaniste Kheper (www.kheper.be) et depuis 2008, elle fait également partie des administrateurs de l'association[13].

- Depuis 2006, elle est membre du bureau et webmestre de la Société royale belge d'études orientales[14].

- Depuis 2013, elle est membre du Groupe de recherches sur l'Égypte ancienne (UCLouvain / EGYP) et elle en a été la présidente de 2016 à 2022.

- Depuis 2014, elle est secrétaire d'édition du Bulletin de l’Académie Belge pour l’Étude des Langues Anciennes et Orientales[15].

- De 2012 à 2014, elle a été vice-présidente de l'Académie Belge pour l'Étude des Langues Anciennes et Orientales (www.abelao.eu) et de 2014 à 2018, elle en a été la présidente.

- De 2014 à 2017, elle a été collaborateur scientifique de l'UCLouvain / INCAL, elle est maintenant membre associée du Centre d'études orientales - Institut Orientaliste de Louvain (UCLouvain / INCAL / CIOL)[16].

## Publications
- Les mathématiques de l'Égypte ancienne. Numération, métrologie, arithmétique, géométrie et autres problèmes [détail des éditions]Que nous ont légué les textes des scribes mathématiciens et quelles sont les spécificités de « leurs » mathématiques ? Les nombreux problèmes et extraits analysés relèvent du corpus mathématique de base datant du Moyen Empire, mais également de documents administratifs et de documents plus récents tels les papyri démotiques. Ce que ces textes nous enseignent dépasse parfois le cadre purement mathématique en donnant des indications sur les valeurs marchandes de produits ou services, les montants de certains salaires ou taxes, les prévisions d'un chantier, la construction d'éléments architecturaux, la gestion des récoltes et du bétail ou la fabrication de la bière. Rigoureusement scientifique, ce livre se veut aussi pédagogique. La plupart des textes égyptiens sont accompagnés d'une copie hiératique et d'une transcription hiéroglyphique et de nombreuses figures illustrent le propos. Au fil des chapitres, le lecteur pourra notamment découvrir : - une nouvelle cartographie du papyrus Rhind, - un aperçu de l'écriture hiératique, - une explication des opérations de base (sur les nombres et les fractions) - et un exposé des systèmes de grandeurs utilisés (métrologie). Les problèmes d'arithmétique traitent : - de recherches de quantités inconnues, - de calculs de racines carrées, - de progressions arithmétiques ; les problèmes de géométrie proposent : - des calculs d'aires, - de volumes - et d'inclinaisons. En outre, les annexes comprennent un lexique des termes mathématiques rencontrés.

- « Forces de traction en Égypte ancienne, exemples de blocs, statues assises et obélisques », dans CIRG (dir.), La pierre comme porteur de messages du chantier de construction et de la vie du bâtiment. Actes du XXIe Colloque International de Glyptographie (du 8 au 14 juillet 2018, Amay, Belgique), Bruxelles, Safran, p. 319-334 (https://www.safran.be/proddetail.php?prod=CIRG2019_MIC) Si la dimension des talatat de calcaire permet de les porter sur les épaules, il n’est est pas de même pour d’autres blocs plus imposants. Blocs, statues et obélisques ont dû être acheminés "à la force des bras" sur terrains plats ou inclinés. Nous examinons quelques cas concrets des forces de tractions concernées et du nombre de haleurs qu'elles impliquent.

- Archiver, conserver et collectionner en Orient. Alexandre Tourovets in memoriam, Christian Cannuyer, Marianne Michel (dir.), Bruxelles, SRBÉO, coll. « Acta Orientalia Belgica », n° XXXIII, 2020 (https://www.orientalists.be/acta.php?newlang=fr&vol=33)

- « A new reading of Problem No. 53 in the Rhind Mathematical Papyrus. The limits of proportionality », dans Gloria Rosati et Maria Cristina Guidotti (dir.), Proceedings of The XI International Congress of Egyptologists, Florence, Italy ; 23 - 30 August 2015, Museo Egisio Firenze - Florence Egyptian Museum, Oxford, Archaeopress Egyptology 19, 2017, p. 410-415 (https://www.archaeopress.com/Archaeopress/Products/9781784916008)

- « Aperçu des mathématiques de l’Égypte ancienne », dans Savoir et pouvoir sous Ramsès II. Khâemouaset, le prince archéologue, Gent, Snoeck, 2016, p. 251-254 (Exposition http://www.arles-antique.cg13.fr/khaemouaset14/index.html)

- « Les batailles de Megiddo du roi Touthmosis III et du général Allenby. Questions d'itinéraires », dans Christina Karlshausen et Claude Obsomer, De la Nubie à Qadech. La guerre dans l'Égypte ancienne, Bruxelles, Safran (éditions), coll. « Connaissance de l'Égypte Ancienne », 2016, p. 9-42 (http://www.safran.be/proddetail.php?prod=CEA17_MIC). Si les batailles de Touthmosis III ne font pas l’objet de scènes figurées, les murs de Karnak présentent un véritable rapport militaire, et la campagne de l’an 23, dont l’objectif est de prendre la ville de Megiddo, y est particulièrement décrite dans le détail. Il est intéressant de réexaminer ce texte à l’aide de la traduction proposée par Redford et de comparer les itinéraires mentionnés avec ceux empruntés par la force expéditionnaire égyptienne (EEF) commandée par le général Allenby durant la campagne de Palestine de la Première guerre mondiale.

- Notices Amulette de Nephthys, Cat. 119 et 120 ; Amulette d'Isis, Cat. 121 et 122 ; Scarabée, Cat. 133, 134 et 135 ; Fragment de relief, Cat. 137, dans Dieux, génies et démons en Égypte ancienne. À la rencontre d'Osiris, Anubis, Isis, Hathor, Rê et les autres ..., Paris, Somogy éditions d’art et Morlanwelz, Musée royal de Mariemont, 2016 (Exposition http://www.musee-mariemont.be/index.php?id=13450)

- « La troisième dimension du mot itn. Astre, globe ou sphère. », Acta Orientalia Belgica, Bruxelles, no XXV,‎ 2012, p. 263-281 (lire en ligne) Il s’agit de mettre en évidence le fait que le terme itn est à comprendre comme un objet en trois dimensions, que nous le considérions comme une sphère dans un contexte mathématique ou comme l’astre solaire en tant que globe (solaire) dans un contexte religieux. Nous pensons que ce parallélisme permet de conclure que la traduction du terme itn par « disque » est définitivement inadéquate et trop réductrice. Il conviendrait mieux de traduire exclusivement par « astre », « globe » ou « sphère ».

- « Le pefsou, un élément de recette du boulanger et du brasseur égyptiens », Acta Orientalia Belgica, Bruxelles, no XXIV,‎ 2011, p. 169-182 (lire en ligne) La notion de pefsou qui intervient dans le comptage des céréales nécessaires à la fabrication du pain et de la bière est traitée de manière significative dans le corpus mathématique égyptien. Mais que détermine exactement ce pefsou et pourquoi pouvons-nous le considérer comme un élément de recette du boulanger et du brasseur égyptien ? La réponse se situe dans les papyrus de Rhind et de Moscou.

- « Les « comptes » de Ma Mère l'Oye. À propos d'un lien entre les mathématiques égyptiennes et mésopotamiennes », Acta Orientalia Belgica, Bruxelles, no XXIII,‎ 2010, p. 109-128 (lire en ligne) Qui aurait cru qu’une comptine d’enfant, encore familière de nos jours dans le monde anglo-saxon, ait pu trouver ses racines en lointaine Antiquité ? L’analyse de quatre documents mathématiques, du deuxième millénaire en Mésopotamie et en Égypte jusqu’au dix-huitième siècle en Grande-Bretagne, en passant par l’Italie du douzième siècle, permet d’entrevoir le destin étonnant d’un simple exercice de scribes.